# Саттон-Алпайн (Аляска)
Саттон-Алпайн (англ. Sutton-Alpine) — переписна місцевість (CDP) в США, в окрузі Матануска-Сусітна штату Аляска. Населення — 1038 осіб (2020).

## Географія
Саттон-Алпайн розташований за координатами 61°43′51″ пн. ш. 148°52′42″ зх. д. / 61.73083° пн. ш. 148.87833° зх. д. (61.730711, -148.878446).  За даними Бюро перепису населення США в 2010 році переписна місцевість мала площу 150,17 км², з яких 149,17 км² — суходіл та 1,00 км² — водойми.

### Клімат
| Клімат : Саттон-Алпайн  | Клімат : Саттон-Алпайн | Клімат : Саттон-Алпайн | Клімат : Саттон-Алпайн | Клімат : Саттон-Алпайн | Клімат : Саттон-Алпайн | Клімат : Саттон-Алпайн | Клімат : Саттон-Алпайн | Клімат : Саттон-Алпайн | Клімат : Саттон-Алпайн | Клімат : Саттон-Алпайн | Клімат : Саттон-Алпайн | Клімат : Саттон-Алпайн | Клімат : Саттон-Алпайн |
| Показник                | Січ.                   | Лют.                   | Бер.                   | Квіт.                  | Трав.                  | Черв.                  | Лип.                   | Серп.                  | Вер.                   | Жовт.                  | Лист.                  | Груд.                  | Рік                    |
| Абсолютний максимум, °C | 9,4                    | 12,2                   | 12,8                   | 25,6                   | 27,8                   | 29,4                   | 29,4                   | 29,4                   | 22,8                   | 19,4                   | 9,4                    | 11,1                   | 29,4                   |
| Середній максимум, °C   | −5,1                   | −2,1                   | 2,9                    | 9,4                    | 16,1                   | 19,4                   | 20,0                   | 18,7                   | 14,0                   | 5,8                    | −2,2                   | −4,7                   | 7,7                    |
| Середній мінімум, °C    | −12,7                  | −11,4                  | −8,2                   | −3,9                   | 0,2                    | 4,8                    | 7,9                    | 6,7                    | 2,2                    | −3,4                   | −9,6                   | −12,2                  | −3,3                   |
| Абсолютний мінімум, °C  | −40                    | −41,7                  | −35                    | −28,3                  | −11,7                  | −8,3                   | −1,7                   | −3,9                   | −11,1                  | −29,4                  | −32,8                  | −37,8                  | −41,7                  |
| Норма опадів, мм        | 27                     | 26                     | 21                     | 14                     | 22                     | 37                     | 63                     | 75                     | 77                     | 42                     | 39                     | 39                     | 484                    |
| Днів з опадами          | 8                      | 6                      | 5                      | 4                      | 8                      | 11                     | 16                     | 17                     | 15                     | 9                      | 8                      | 9                      | 116,0                  |
| ----------------------- | ---------------------- | ---------------------- | ---------------------- | ---------------------- | ---------------------- | ---------------------- | ---------------------- | ---------------------- | ---------------------- | ---------------------- | ---------------------- | ---------------------- | ---------------------- |
| Джерело:                |                        |                        |                        |                        |                        |                        |                        |                        |                        |                        |                        |                        |                        |

## Демографія
Згідно з переписом 2010 року, у переписній місцевості мешкало 1447 осіб у 393 домогосподарствах у складі 250 родин. Густота населення становила 10 осіб/км².  Було 494 помешкання (3/км²).
Расовий склад населення:
| - 69,8 % — білих - 16,8 % — корінних американців - 2,4 % — чорних або афроамериканців - 1,8 % — азіатів - 0,4 % — вихідців з тихоокеанських островів |

До двох чи більше рас належало 8,4 %. Частка іспаномовних становила 4,8 % від усіх жителів.
За віковим діапазоном населення розподілялося таким чином: 16,5 % — особи молодші 18 років, 77,1 % — особи у віці 18—64 років, 6,4 % — особи у віці 65 років та старші. Медіана віку мешканця становила 37,9 року. На 100 осіб жіночої статі у переписній місцевості припадало 205,3 чоловіків;  на 100 жінок у віці від 18 років та старших — 238,4 чоловіків також старших 18 років.
Середній дохід на одне домашнє господарство  становив 52 900 доларів США (медіана — 35 500), а середній дохід на одну сім'ю — 63 161 долар (медіана — 48 438). Медіана доходів становила 40 441 долар для чоловіків та 45 357 доларів для жінок. За межею бідності перебувало 28,6 % осіб, у тому числі 45,0 % дітей у віці до 18 років та 11,0 % осіб у віці 65 років та старших.
Цивільне працевлаштоване населення становило 311 осіб. Основні галузі зайнятості: освіта, охорона здоров'я та соціальна допомога — 26,0 %, публічна адміністрація — 11,6 %, будівництво — 11,6 %.